# Ньйонг і Мфуму (департамент)
Ньйонг і Мфуму — департамент Центрального Регіону у Камеруні. Департамент займає площу 6 172 км² і станом на 2001 рік мав загальну кількість населення 130 321. Адміністративний центр департаменту знаходиться в Аконолінга.

## Підрозділи
Департамент адміністративно поділений на п'ять комун і на села.

### Комуни
- Аконолінга
- Айос
- Ендом
- Кобдомбо
- Менганг